# Тяжіння (фільм, 2017)
«Тяжі́ння» — російський фантастичний фільм 2017 року режисера Федора Бондарчука. Сюжет у дусі соціальної фантастики розповідає про перший контакт землян з іншопланетним розумом, який відбувся в московському районі Чертаново.
Стрічка стала четвертим (і єдиним анонсованим у 2017 році) російським фільмом, переведеним у формат IMAX, — слідом за «Сталінградом», «Екіпажем» і «Дуелянтом». Прем'єра фільму в широкому прокаті в Росії відбулася раніше від запланованої на 26 січня 2017 року. Фільм мав успіх у прокаті, заробивши понад 1 мільярд рублів, окупив свій бюджет і отримав переважно позитивні відгуки в пресі.

## Сюжет
Хекон, представник позаземної раси, біологічно ідентичної людській, але більш розвиненої технологічно, хотів тайкома прилетіти на планету Земля з метою проведення досліджень. В цей час у Москві люди зібралися на великих відкритих просторах для спостереження незвичайного явища — метеоритного дощу. Корабель прибульця — «Сол» — потрапив саме в цей потік метеоритів, і його система маскування була порушена. Російські військові виявляють непізнаний об'єкт, не схожий на метеорит, над територією Росії і, підозрюючи, що він може належати НАТО, приймають рішення збити його перехоплювачами, що супроводжували його. Підбитий гігантський інопланетний корабель звалився в Москві, при цьому зруйнувавши і пошкодивши кілька столичних багатоповерхівок. Внаслідок катастрофи гинуть 232 людини і понад 500 поранені.
Керівництво оборонного відомства Російської Федерації в особі коменданта міста полковника Валентина Лебедєва приймає рішення не допускати розвитку конфлікту і почекати подальших подій, оскільки корабель не виявляв ніякої агресивності, незважаючи на атаку землян. Стає очевидно, що представники позаземної цивілізації намагаються полагодити свій транспорт. З цієї причини місце падіння було обнесене парканом і оточене військовими. У Москві, в зв'язку з подіями, було оголошено комендантську годину.
В центрі сюжету також взаємини москвичів: школярки Юлії Лебедєвої, її батька — полковника Валентина Лебедєва, який керує операціями оборонного відомства в зв'язку з інцидентом, і Артема — друга Юлії, представника сучасної агресивної молоді з Чертаново. У неповній сім'ї Лебедєвих стосунки не складаються — батько як військовик постійно зайнятий, і його мало цікавлять подробиці життя його дочки. Він дуже суворий і намагається по-своєму, по-військовому, захистити її від бід, та ж по-підлітковому протестує і намагається сама влаштувати своє життя. Юлія, школярка старших класів, зустрічається з Артемом, що не знаходить схвалення у Валентина Лебедєва.
Під час катастрофи гине близька подруга Юлії та Артема, Світлана Морозова, що викликає в обох ненависть до прибульців. Намагаючись розібратися в цілях візиту інопланетного корабля, хлопці разом зі своїми друзями потайки вирушають у закриту зону його падіння, оточену військовими. Там вони зустрічаються з Хеконом, одягненим у високотехнологічний екзоскелет. Прибулець врятував Юлію від падіння з напівзруйнованої висотки, проте сам постраждав через агресивні дії Артема і його друзів.
Хлопці знаходять екзоскелет інопланетянина і забирають його до себе в гараж для вивчення. Непомітно для них Хекон випав зі свого костюма і, бувши непритомним, був підібраний Юлею, яка приїхала до нього під покровом ночі, щоб допомогти йому отямитися і «забратися з планети Земля».
Тим часом військові знаходять один з артефактів Хекона, забирають у лабораторію і намагаються його досліджувати.
Юля за допомогою однокласника зважилася на переливання власної крові для прибульця, оскільки його анатомія дуже близька до людської. Прийшовши до тями, Хекон (як назвала його Юлія — Харитон) виглядає, як звичайний молодий чоловік. При цьому він практично миттєво опановує російську мову. Харитон коротко розповідає Юлії про мету свого візиту і просить допомогти йому повернути свої високотехнологічні речі і повернутися на свій корабель — «Сол». Юлія, яка все ще розлючена, виганяє його, і він, не знаючи правил поведінки на вулиці в Москві, потрапляє у відділення поліції. Деякий час по тому Юлія заспокоюється і все-таки вирішує допомогти прибульцеві, використовуючи своє становище дочки полковника Лебедєва. Спільними з Хеконом зусиллями їм вдається повернути йому артефакт (так званий «шилк»). Все це призводить до розвитку між Юлею і Харитоном романтичних почуттів.
Під час відвідування музичного концерту Макса Коржа Хекон з Юлею буквально на мить телепортувалися на рідну планету Хекона, яка, на відміну від Землі, екологічно чистіша, клімат ідентичний земному і де переможена смерть. Прибулець розповів, що насправді він не збирався потрапляти на Землю, але через метеоритний дощ корабель втратив керування, і йому довелося сісти. Якщо люди спробують підібратися до корабля, «Сол», згідно з іншопланетним протоколом, знищить його, щоб технології інопланетян не потрапили до людей. Після дискотеки Хекон з Юлею вирушають у закриту зону, але зустрічають групу агресивних хлопців на чолі з Артемом, які їх б'ють. Внаслідок сутички Хекону вдається відбити атаку, а один із нападників через втручання Юлі зазнає смертельного поранення з пістолета. Це помічають військові й тут же заарештовують Хекона з Юлею, в той час як нападникам вдається втекти.
Загибель людей внаслідок катастрофи корабля, побутові труднощі (корабель стає причиною виснаження запасів води в місті, оскільки матеріал корабля дуже поглинає воду, — її привозять і відпускають за нормами), а також нагнітання істерії в ЗМІ і соціальних мережах призводять до наростання невдоволення місцевих жителів і бажання вигнати прибульців. Саме Артем, напружений до межі різними негараздами, закликає москвичів на бунт проти представників влади і напад на корабель прибульців з метою «захистити свою землю» від чужинців.
Прорвавши оборону периметра, бунтівники наблизилися до корабля, але були зупинені ботами інопланетної раси, що охороняють секрети більш розвинених технологій. Російські військові також намагалися зупинити ескалацію конфлікту. Перебуваючи в стані афекту, Артем надягає знайдений раніше екзоскелет Хекона і в ньому прибуває на битву з чужинцями. Боти також не бажали заподіювати шкоду землянам, їх метою було охороняти свої технології від людей і вони прагнули мінімізувати кількість постраждалих. Зрештою протистояння закінчилося благополучно. Ніхто не загинув, повстанці були нейтралізовані. Однак Харитон постраждав: закривши Юлію своїм тілом, він був розстріляний Артемом з автомата.
Боти віднесли тіла Юлії і Хекона в корабель. Життя Юлії було врятовано. Штучний інтелект (ШІ) корабля коротко розповів полковнику Валентину Лебедєву про цілі візиту, спостереження за проблемами людства на планеті Земля протягом всієї історії і плани іншопланетної раси на контакти в майбутньому. Також ШІ повідав, що Хекон, маючи біологічне безсмертя, пожертвував своїм життям заради збереження життя Юлії.
Фабула фільму виражена у вигляді озвучених думок Юлії наприкінці фільму: «Правда в тому, що один чужинець з далекого космосу повірив у нас більше, ніж ми самі. Люди кажуть, що не зможуть більше жити, як раніше… Я точно не зможу…».
В кінці фільму навколо тіла Хекона з'являються ознаки роботи корабельного механізму регенерації (натяк на те, що він, можливо, вижив).

## В ролях
| Актор                        | Роль                                    |
| ---------------------------- | --------------------------------------- |
| Ірина Старшенбаум            | школярка Юлія Лебедєва головна героїня  |
| Олександр Петров             | Артем коханий Юлії                      |
| Мухаметов Ріналь Альбертович | прибулець Хекон (Харитон)               |
| Олег Меншиков                | полковник Валентин Лебедєв батько Юлії  |
| Євгений Сангаджиєв           | Пітон                                   |
| Олексій Маслодудов           | Женя                                    |
| Микита Кукушкін              | Рус (Руслан)                            |
| Євген Міхеєв                 | Гугл однокласник і друг Юлії            |
| Антон Шпиньков               | Миронов однокласник Юлії                |
| Євген Коряковський           | учитель                                 |
| Вілен Бабичев                | офіцер ЗМОПу                            |
| Дарія Рудьонок               | Світлана Морозова однокласниця Юлії     |
| Людмила Максакова            | Люба бабуся Юлії                        |
| Сергій Гармаш                | віце-прем'єр                            |
| Микита Тарасов               | депутат ДД Михайло Полєскін парламентер |
| Ірина Россіус                | телеведуча (камео)                      |
| Макс Корж                    | співак (камео)                          |

## Знімальна група
- Режисер — Федір Бондарчук
- Продюсери — Федір Бондарчук, Дмитро Рудовський, Михайло Врубель, Олександр Андрющенко, Антон Златопольский[ru]
- Сценарій — Олег Маловичко, Андрій Золотарьов, Ольга Ларіонова
- Композитори — Іван Бурляєв[ru], Дмитро Носков
- Оператор-постановник — Михайло Хасая
- Художник-постановник — Жанна Пахомова
- Візуальні ефекти — Main Road Post
- Стереографія — Дмитро Широков
- Оператор steadicam — Анатолій Симченко
- 3D-Stereo — Астра Іджіс Альянс
- Колорист — Андрій Меснянкин
- Звук — Сергій Большаков, Андрій Бельчиков
- Sound Effects By — Dave Whitehead
- Художник з костюмів — Тетяна Мамедова
- Художник з гриму — Ірина Ляшко
- Режисер монтажу — Олександр Андрющенко
- Лінійний продюсер (GR) — Олена Нелідова
- Продюсер пост-продакшн — Катерина Лі
- Виконавчий продюсер — Михайло Китаєв
- Сео Арт Пікчерс Студія — Денис Баглай
- Саундтрек — Жак-Ентоні[ru]

## Саундтрек
Музику до картини написав композитор Іван Бурляєв. Саундтрек включає 34 композиції. Для запису саундтреку використовувалася на той момент новітня музична робоча станція (синтезатор) Yamaha Montage 8, яка ще ніде не продавалася.
26 січня саундтрек до фільму вийшов на Яндекс. Музиці, а 27 січня в iTunes.

## Знімання
Знімання проходило в суворій секретності в різних районах Москви, переважно в Чертанові, і на об'єктах Міністерства оборони за участю новітньої військової техніки російських збройних сил. У зйомках були задіяні БТРи, вертольоти, роботи, безпілотники, бронеавтомобілі «Тигр» і «Тайфун», а також важкий авіаносний ракетний крейсер «Адмірал Кузнєцов».
Під час знімання актор Олександр Петров розрізав ногу склом і пошкодив сухожилля, після чого був змушений зніматися з гіпсом і використовувати дублера. Крім цього, Федір Бондарчук висловлював невдоволення тим, що близькі відносини між виконавцями ролей головних героїв — актрисою Іриною Старшенбаум і актором Олександром Петровим — створюють труднощі в постановці фільму.
Знімання картини було завершено 12 грудня 2015. Бюджет фільму склав 380 млн рублів або, за іншими даними, — 520 млн рублів, включно з кіномаркетингом.

### Візуальні ефекти
Візуальними ефектами займалися 255 художників російської компанії «Main Road Post», яка до цього часу працювала над фільмами «Метро», «Серпень. Восьмого», «Особливо небезпечний», «Сталінград», «Дуелянт». На роботу з ефектами пішло близько півтора року. Найбільш складними ефектами вважають момент падіння космічного корабля.

## Прокат
Перший трейлер до фільму був показаний 9 червня 2016 року на телеканалі «Росія» в програмі «Вести». Другий трейлер вийшов у вересні 2016 року в YouTube на каналі Sony Pictures. Там само в листопаді вийшов третій трейлер.
Прокатом і дистрибуцією «Тяжіння» займалася компанія Columbia Pictures. Прем'єрний показ фільму відбувся 22 січня 2017 року в кінотеатрі «Формула Кіно Чертаново» (район Північне Чертаново). У широкий прокат фільм вийшов 26 січня в Росії. У Китаї фільм вийде пізніше.
Він став одним із 34 фільмів, допущених до китайського прокату. Прокат заплановано у 43 країнах. Пізніше стало відомо про 74 країни.
У перший день прокату 26 січня фільм зібрав 44 млн рублів. За перші три дні у російському прокаті фільм зібрав 267,6 млн рублів. За перший тиждень прокату за попередніми даними фільм зібрав 413,4 млн рублів, показавши 5 результат серед російських фільмів. Фільм очолив другий тиждень прокату, зібравши 275,2 млн рублів.
Всього на 1 березня 2017 року каса фільму становила більше 1 мільярда рублів, що зробило «Тяжіння» найкасовішим фільмом 2017 року в Росії на той момент. Аналітики відзначали, що картина і через місяць після прем'єри продовжувала триматися серед лідерів прокату.
Права на прокат «Тяжіння» були продані в 74 країни світу. За даними компанії «Роскино», картина «Тяжіння» була найпопулярнішою в західних прокатників серед російських фільмів 2017 року.

## Проблематика фільму
Як говорить сам Бондарчук, у фільму є соціальні підтексти, але і без коментарів режисера зрозуміло, що інопланетяни в «Тяжінні» лише уособлюють образ «чужинця».
За твердженням сценаристів, приводом для створення фільму стали заворушення в Бірюльово 2013 року.

## Критика
Фільм отримав загалом стримано-схвальні відгуки в російській пресі. Більш чи менш позитивні рецензії опублікували автори видань «Афиша», «КоммерсантЪ», «Мир фантастики», «КГ-портал», Colta, Forbes, «Комсомольская правда», «Аргументы и факты», «Искусство кино» і «Сноб». Нейтральні огляди опублікували «Российская газета», Афиша Mail.ru, Film.ru і Алекс Екслер. Негативно про фільм відгукнулися критики видань Regnum і TimeOut. Lenta.ru відзначала негативні відгуки деяких користувачів соцмереж. Середня оцінка становила 6,3-6,5 з 10. В західній пресі «Тяжіння» отримало нейтральну рецензію від Hollywood Reporter, автор якого назвав фільм вторинним і надто прямолінійним у своїй моралі, але захопливим і видовищним.
У позитивних оглядах відзначали як головну перевагу підтекст фільму — критику ксенофобії і брехні у ЗМІ («це перший жанровий антифашистський фільм», «„Тяжіння“ демонструє і викриває механізми маніпуляції масами»). Хвалили також акторську гру Олега Меншикова і спецефекти («кожна сцена виглядає на всі 380 мільйонів рублів»). У негативних відгуках критикували в першу чергу сценарій, деякі автори відзначали сюжетні діри в ньому («сценарій покладається на нескінченні допущення і неймовірні збіги обставин»). Деякі критики, відомі своїми ксенофобськими поглядами, відзначали підтекст фільму, навпаки, як недолік («Бондарчук зняв неприкриту і дуже дієву пропаганду мігрантолюбства», «фільм Бондарчука орієнтований на Захід, де з радістю подивляться на російських дикунів»). І в позитивних, і в негативних відгуках фільм характеризували як фантастичну мелодраму; відзначали, що рекламна кампанія помилково подавала фільм як бойовик («Проблеми, яких торкається фільм значно глибші й актуальніші, ніж може здатися з проморолика»).

## Продовження
За словами співпродюсера Олександра Андрющенка, в разі комерційного успіху буде знято продовження фільму. За словами режисера Федора Бондарчука, сценарій до продовження вже написаний.
У березні 2017 року режисер проекту Федір Бондарчук офіційно підтвердив продовження проекту. Бюджет на другу частину планується в розмірі 645 мільйонів рублів. 25 липня 2018 в ЗМІ з'явилися повідомлення про те, що в Москві почалося знімання картини.
Продовження фільму «Вторгнення» («Тяжіння 2») вийшло на екрани 1 січня 2020 року. Продовження, маючи бюджет в 5 разів більший, в прокаті заледве окупило себе — 944 і 961 млн руб відповідно.